# 木太東口駅

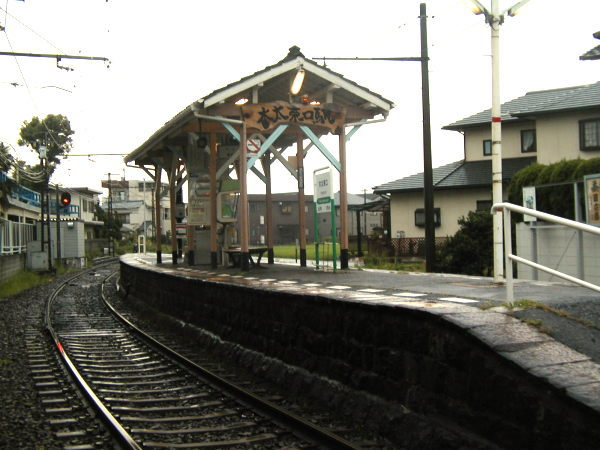
旧木太東口駅(2004年8月17日撮影)

木太東口駅（きたひがしぐちえき）は、香川県高松市木太町にある、高松琴平電気鉄道長尾線の駅である。駅番号はN05。
以前は有人駅であったが、経営悪化による合理化で無人駅となった。

## 駅構造
島式ホーム1面2線の地上駅。無人駅である。
のりば
| 乗り場 | 路線    | 方向 | 行先                 |
| ------ | ------- | ---- | -------------------- |
| 1      | ■長尾線 | 上り | 瓦町・高松築港方面   |
| 2      | ■長尾線 | 下り | 高田・平木・長尾方面 |

途中下車指定駅。

## 利用状況
1日の平均乗降人員は以下の通りである。
| 1日乗降人員推移 | 1日乗降人員推移 |
| 年度            | 1日平均人数     |
| --------------- | --------------- |
| 2011年          | 675             |
| 2012年          | 706             |
| 2013年          | 719             |
| 2014年          | 780             |
| 2015年          | 814             |
| 2016年          | 871             |
| 2017年          | 939             |
| 2018年          | 984             |

## 駅周辺
- 高松市立木太小学校
- 高松市立木太南小学校
- 高松木太町郵便局
- 木太東口バス停
- 香川県道272号高松志度線

高松市中心部（瓦町駅）から10分という立地条件から、周辺は住宅地化している。

## 歴史
- 1912年（明治45年）4月30日 - 高松電気軌道の駅として開業
- 1943年（昭和18年）11月1日 - 会社合併により高松琴平電気鉄道長尾線の駅となる
- 1946年（昭和21年）6月23日 - 交換可能駅となる[2]。
- 2005年（平成17年）12月23日 - 新プラットホーム完成

## 隣の駅
高松琴平電気鉄道
■長尾線
林道駅（N04） - 木太東口駅（N05） - 元山駅（N06）